# Anja Thijs-Rademakers
J.A.M. (Anja) Thijs-Rademakers (Oudenbosch, 19 augustus 1951) is een Nederlands burgemeester voor het CDA. Op 3 maart 2008 is ze beëdigd door commissaris van de koningin Hanja Maij-Weggen en geïnstalleerd door de gemeenteraad van de gemeente Eersel. Ze volgt Henny Houben-Sipman op die burgemeester van Eersel was sinds 1991. De Lieropse was eerder wethouder in Someren. In september 2017 nam ze afscheid als burgemeester van Eersel.